# Дертка (Шепетівський район)
Де́ртка — село в Україні, у Плужненській сільській громаді Шепетівського району Хмельницької області. Населення становить 154 особи (2001).

## Географія
Село розташоване на північному заході Плужненської громади, на річці Устя, за 35 км (автошляхом Т 2313) на захід від міста Ізяслав, та за 140 км (автошляхами Н03, Н25 та Т 2313) на північ — північний захід від обласного центрів.
Сусідні населені пункти:

## Історія
У 1906 році село Плужанської волості Острозького повіту Волинської губернії. Відстань від повітового міста 12 верст, від волості 10. Дворів 31, мешканців 464.

## Населення
| Роки            | 1906 | 2001 | 2010  | 2011  |
| --------------- | ---- | ---- | ----- | ----- |
| Населення, осіб | 464  | ▼154 | ▼ 122 | ▼ 121 |